# Johan Magnus Nordvall
Johan Magnus Nordvall, född 3 mars 1725 i Heda församling, Östergötlands län, död 7 mars 1797 i Västra Hargs församling, Östergötlands län, var en svensk präst.

## Biografi
Johan Magnus Nordvall föddes 1725 i Heda församling. Han var son till fänriken Olof Nordvall och Maria Phallén. Nordvall blev 1750 student vid Uppsala universitet, där han avlade filosofie kandidatexamen 1760 och filosofie magisterexamen 1761. Han blev 1762 kollega vid Linköpings trivialskola och prästvigdes 24 maj 1770. År 1772 blev han gymnasieadjunkt vid Katedralskolan, Linköping och 16 februari 1774 kyrkoherde i Västra Hargs församling. Nordvall blev 9 maj 1792 prost. Han innebrändes 7 mars 1797 vid en eldsvåda på Västra Hargs prästgård.

## Familj
Nordvall gifte sig 1773 med Catharina Elg. Hon var dotter till lektorn Magnus Elg och Ulrica Mariana Barfoth i Linköping. De fick tillsammans barnen Anders Johan Nordvall (1774–1807) i Norrköping och Maria Christina Nordvall (1776–1800).